# 2006年トリノオリンピックのブルガリア選手団
2006年トリノオリンピックのブルガリア選手団（2006ねんトリノオリンピックのブルガリアせんしゅだん）は、2006年2月10日から2月26日までイタリアのトリノで開催された2006年トリノオリンピックのブルガリア選手団、およびその競技結果。

## 概要
今大会は、銀メダル1個を獲得した。

## メダル
| メダル | 選手名               | 競技             | 種目     |
| ------ | -------------------- | ---------------- | -------- |
| 銅     | エフゲニア・ラダノワ | ショートトラック | 女子500m |